# اوج (فیلم ۲۰۲۶)
اوج (انگلیسی: Apex) یک فیلم اکشن و دلهره‌آور آماده اکران به کارگردانی بالتاسار کورماکور و نویسندگی جرمی رابینز است. شارلیز ترون، تارون اجرتون و اریک بانا در این فیلم به ایفای نقش پرداخته‌اند.

## خلاصه داستان
یک صخره نورد خود را در حال شکار در طبیعت می‌بیند.

## ساخت
فیلمبرداری در سیدنی و اطراف نیو ساوت ولز، استرالیا در فوریه ۲۰۲۵ آغاز شد.